# Tsakkar
Tsakqar là một đô thị thuộc tỉnh Gegharkunik, Armenia. Dân số ước tính năm 2011 là 2826 người.